# Металайн Фолс
Металайн Фолс (на английски: Metaline Falls) е град в окръг Панд Орей, щата Вашингтон, САЩ. Металайн Фолс е с население от 223 жители (2000) и обща площ от 0,5 km². Намира се на 637 m надморска височина. ЗИП кодът му е 99153, а телефонният му код е 509.